# 王章
王 章（おう しょう、? - 紀元前24年）は、前漢の人。字は仲卿。泰山郡鉅平県の人。

## 略歴
若くして長安で学問を学んだ。妻と2人で住んでいたが、病気になってもまともな掛けものもなく、粗末な衣の上に臥せっていた。王章は妻に対し、泣いて今生の別れを述べようとしたが、妻は「都の大臣たちにだって貴方を超える人などおりません。今、病気で苦しんでいるからといって奮起せずに泣いているとは、なんと卑しいことですか」と叱咤した。
その後官に就き、諫大夫となり、直言をすることで朝廷で名声を博した。元帝の初めに左曹中郎将に抜擢された。御史中丞陳咸と仲が良く、権力を握る中書令石顕を弾劾したが、逆に石顕に陥れられ、陳咸は髠刑にされ、王章は罷免された。
成帝が即位すると諫大夫に就けられ、司隷校尉となって大臣や外戚に恐れられた。河平4年（紀元前25年）、王尊以後は人を得なかった京兆尹に選ばれた。
当時、外戚の大将軍王鳳が権力を握っていたが、王章は王鳳に推挙されたとはいえ、王鳳が権力を独占することを良く思っていなかった。王章の妻は「人は足るを知るべきです。粗末な衣に臥せっていた時のことを考えないのですか」と言って王鳳に逆らうことを止めたが、王章は聞かず、成帝に王鳳が成帝の弟の定陶王劉康を国に行かせたこと、王鳳が丞相王商と争い王商を死に追い込んだこと、王鳳が自分の妾の妹で結婚していたことがある女性、張美人を後宮に入れされたことなどを非難し、罷免して交替させるべきと主張した。
王商や定陶王の件で内心穏やかではなかった成帝はその言を納れ、「京兆尹の進言がなかったら、朕は社稷のための計を聞かずに終わるところであった」と王章に言い、誰に交替するべきか尋ねた。王章は成帝の弟の中山王の外戚にあたる馮野王を勧め、成帝も馮野王にしようとした。このやり取りは人払いして行われたが、侍中であった王鳳の親戚王音が耳をそばだてて聞いており、このことを王鳳に報告した。王鳳は自ら悲しみに満ちた文面の辞職願を出し、皇太后王氏（王政君）もそれを聞いて涙を流し、食が進まなかった。成帝は王鳳を廃するに忍びず、王鳳を慰留した。
王鳳は王章を「王の外戚を推薦するのは諸侯に阿ったものである。また張美人の件を批判する際に「羌でも女性が産んだ最初の子は（自分の子ではない疑いがあるから）殺すのに、天子の後宮に最近まで別の者に嫁いでいた者がいるとは」と言うべきではないことを発言している」と尚書に弾劾させ、王章は獄に下された。廷尉は張美人についての発言を「天子を夷狄になぞらえ、また天子の子孫繁栄を断とうとするものである」と大逆罪に当て、王章は獄中で死亡した。
京兆尹では彼が冤罪で死んだと思い、彼と優れた手腕を見せた王尊・王駿とを並べて「三王」と呼んだ。
王章の妻子も獄に下され、王章の死後は合浦に流された。その後、王鳳の弟の王商が権力を握ると、王章の家族を故郷に戻した。王章の家族はみな揃っており、真珠を採取して巨万の富を得ていた。当時泰山太守だった蕭育は、王章の田畑や宅地だったところを王章の家族に返還させた。